# Мі Ма Чі
Мі Ма Чі (кит.: 味麻之; кор. 미마지; яп. みまし, «Мімасі») — буддистський монах з корейської держави Пекче, який у 612 році, за правління імператриці Суйко, ознайомив японців з музично-театральним мистецтвом ґіґаку.